# Thomas J. Whitmore
El presidente Thomas J. Whitmore fue el personaje ficticio de las películas Independence Day e Independence Day: Resurgence, creado por Roland Emmerich. Fue interpretado por Bill Pullman y en Hispanoamérica doblado por Gerardo Reyero, fue el 42.º presidente de los Estados Unidos en 1993 a 2001, político y ex-aviador de combate de la Guerra del Golfo Pérsico.

## Personalidad
Thomas Whitmore fue el presidente de los Estados Unidos, quién estuvo casado con su esposa la Primera Dama Marilyn Whitmore, con quien tuvo una única hija, Patricia Whitmore. Lamentablemente, Thomas Whitmore quedó viudo el 3 de julio de 1996, cuando su esposa murió por una hemorragia interna. 

## Presidencia
Su presidencia fue 20 de enero de 1993 a 20 de enero de 2001. En 2001, termina su mandato, su sucesor era el Presidente William M. Grey.

## Muerte
En 4 de julio de 2016, se sacrificaba destruyendo la nave alienígena de la Reina Alienígena con un remolcador espacial con la ojiva, murió por una explosión.

## Día de la Independencia(1996)
En 2 de julio de 1996, Whitmore estaba discutiendo con Constance Spano con respecto a su imagen pública dañada hasta que recibió una llamada telefónica del Secretario de defensa Albert Nimziki informándole sobre la llegada de los visitantes extranjeros. Whitmore intenta llevar su nación a través de este terrible evento en lo que se conocía como la guerra de 1996, eligió quedarse en Washington D. C. en lugar de evacuar con su vicepresidente y los jefes de personal comunes a NORAD para tratar y calmar al público estadounidense.
Al intentar establecer comunicación con el destructor de la ciudad sobre Washington, Whitmore fue advertido por David Levinson que los extraterrestres llegaron a la tierra con intenciones hostiles. La advertencia del Dr Levinson fue confirmada cuando el destructor de ciudad vaporiza los helicópteros que trataron de hacer contacto. Whitmore entonces inmediatamente emitió una orden de evacuación a gran escala en las ciudades específicas, pero sus órdenes fueron demasiado tardías ya que los extraterrestres destruyeron las ciudades. Whitmore, su hija Patricia, Levinson y sus colaboradores escaparon por poco de la destrucción de Washington en el Air Force One. Las secuelas profundamente afectaron a Whitmore, quien se lamentó de su indecisión de preparar para la hostilidad de los extranjeros desde el principio y creyendo que su mujer había muerto.
Whitmore más tarde dirigió un contraataque militar contra los extranjeros. Sin embargo, el contraataque fue un fracaso abismal como naves ya que las naves alienígenas estaban equipadas con escudos de energía que repele a cualquier tipo de ataque. Los extraterrestres tomaron represalias por la destrucción de muchas instalaciones militares de Estados Unidos, incluyendo NORAD donde estaban el vicepresidente y los jefes de personal comunes. Tras el fallido contraataque, Whitmore fue instado por Nimziki para ordenar un ataque nuclear contra los extranjeros. Una sugerencia que Whitmore fue vacilante de tener armas nucleares desplegadas en suelo americano. Una discusión sobrevino entre Whitmore, su personal y David Levinson hasta que su padre, Julius Levinson, interrumpió y acusó al Presidente y sus asesores de haber conocido de vida extraterrestre basando en el Incidente de Roswell y el  Área 51. Whitmore se tomó con humor la acusación de julio, pero Nimziki admite a él que eran verdad.
Nimziki informó a Whitmore, que el Gobierno había conocido acerca de los extraterrestres desde 1947 y contenía una nave extraterrestre y sus ocupantes fallecidos en Área 51, pero el presidente se mantuvo deliberadamente ignorante de este descubrimiento. Había un caza extraterrestre en el Área 51, donde conoce a Dr. Brackish Okun, director científico del Área 51. Después de aprender lo que el Dr. Okun sabía acerca de los extraterrestres, Whitmore asignó David Levinson para ayudar a personal de investigación del Área 51 para idear una manera para derrotar a los invasores.
Durante ese día, un extranjero fue capturado y llevado a Área 51. Whitmore pretende tener la criatura interrogada, pero logró escapar y tomó el control del Dr. Okun para comunicarse con Whitmore. Whitmore exigió lo que quieren de su clase en la que el extranjero lanzó un ataque psíquico contra él. Whitmore vio memorias de la criatura y aprendió que los alienígenas actúan como langostas, atacar planeta en planeta y consumir sus recursos naturales a costa de aniquilar civilizaciones enteras en el que la tierra es el destino más reciente. Después de que el extranjero capturado fue asesinado por su detalle de seguridad, Whitmore autoriza a regañadientes a un ataque nuclear. Pero un atentado contra un destructor de la ciudad en Houston no pudo penetrar, Whitmore se dio cuenta del fracaso y ordena inmediatamente el cese del ataque.
Whitmore fue relevado después que Marilyn fue encontrada viva en El Toro con varios otros sobrevivientes y llevada al Área 51 por el Capitán Steven Hiller. Sin embargo, Whitmore se enteró de que su esposa sufría de hemorragia interna y va a morir pronto. Whitmore tuvo un último momento con Marilyn antes de él y su hija se consuelen mutuamente.
4 de julio: Whitmore aprendido de David Levison que finalmente ideó un plan para derrotar a los alienígenas es desactivando los escudos y infiltrarse en la nave nodriza extraterrestre del Área 51 nave capturada y cargar un virus informático en su sistema; lo que permite una amplia cantidad de tiempo para coordinar un contraataque mundial contra los extranjeros. Whitmore aceptó el plan de David y decidió participar personalmente en el contraataque como piloto de caza. Pero antes de que lo hace él entrega su famoso discurso motivacional a los hombres y las mujeres en la próxima batalla.

"Buenos días. Buenos días. En menos de una hora, aviones de aquí se unirán a otros de todo el mundo, y pondrán en marcha la batalla aérea más grande en la historia del hombre, de la humanidad, esa palabra debe tener nuevo sentido para todos nosotros hoy. Nosotros no podemos consumir nuestras insignificantes diferencias nunca mas, el planera Tierra es nuestro interés común. Quizás es suerte que hoy sea el 4 de julio, y una vez más ustedes tendran que pelear por nuestra libertad. No de la tiranía, la opresión o la persecución, sino de la aniquilación. Estamos luchando por nuestro derecho a vivir, a existir, y hay que ganar hoy, el 4 de julio ya no se conocerá como una fiesta estadounidense, sino como el día cuando el mundo declaró a una voz, ¡No entraremos en silencio hacia la noche! ¡Y no moriremos sin pelear! Vamos a vivir,  a sobrevivir. ¡Hoy celebraremos nuestro día de la independencia!'"

Una vez que los escudos fueron llevados con éxito, Whitmore conduce en la defensa de Área 51 de un destructor de la ciudad y se asocia con su compañero piloto Russell Casse para proporcionar la cubierta del fuego mientras Casse se prepara para disparar el misil restante pasado en el arma principal de la nave alienígena. Después de que el misil de Casse no disparara por fallas técnicas, él se sacrificó volando en arma de la nave y provocando una reacción en cadena que hizo explotar la nave.
Pronto las fuerzas militares en todo el mundo estaban haciendo similares ataques acertados contra los invasores después de que Levinson y Hiller lograran destuir la nave con una ojiva nuclear y burlarse de los extraterrestres. Whitmore felicitó personalmente a Levinson y Hiller que observaban los restos de la nave nodriza que quema en la atmósfera.

## Después de la guerra
Whitmore fue reelecto para un segundo mandato como Presidente después de su liderazgo en la guerra de 1996, y él seguía siendo una figura popular en su país y todo el mundo después de que su mandato terminó en 2001. Él era un autor de la iniciativa de defensa espacial de la tierra, que también nombrado David Levinson director civil del ESD y convencido William M. Grey para postularse a la presidencia.
Tras la muerte de Steven Hiller en la Expo de primavera 2007 ESD, Whitmore se convirtió en un recluso debido a una disminución en su salud mental. Esto es debido a su traumática experiencia con el extraterrestre capturado en 1996 que le representa con una huella mental de ver imágenes a través de los extraterrestres.

## Día de la Independencia 2: el Contraataque(2016)
En 2016, cuando el mundo estaba preparado para celebrar el 20 aniversario de la guerra, la Presidenta Elizabeth Lanford comenzó las celebraciones de inauguración de un retrato encargado de Whitmore en honor a su valor y liderazgo para unir al mundo y conducir a la humanidad de su día más oscuro para un futuro mejor.
Cuando un nuevo asalto alienígena comenzó hacia la tierra, Whitmore intentó advertir a la gente en una dirección pública en la casa blanca, pero en ese momento le comenzó un ataque que lo derribó.  Después del primer asalto diezmado de dos décadas atrás y sus planes iniciales fallados, Levinson se preocupó de que sus años de planificación no hayan significado nada, por esto Whitmore reunió a hombres y mujeres en la sede de la Fed por recordarles que la vez anterior tampoco habían tenido oportunidad y sin embargo pudieron vencer a los extraterrestres y lo importante era seguir luchando hasta la última gota.
El 4 de julio de 2016, Levinson ideó un plan para exponer y derrotar a la Reina Alienígena; engañandole en la captura de un remolcador repleto de bombas de fusión al emitir una señal de que la esfera alienígena que habían obtenido anteriormente. Aunque Patricia estaba dispuesta a ser voluntaria para la asignación, el expresidente tomó el remolcador en su lugar, convenciendo a su guardaespaldas asignado a dejarlo ir apelando a él como un amigo y un padre compañero. Patricia intentó interceptar el remolcador, pero se retiró después de que su padre le informó en su última conversación, esta vez alrededor, que él no estaba salvando al mundo, la salvaba a ella. Como él vino cara a cara con la reina, él le informó "en nombre de la tierra, feliz cuatro de julio", antes de detonar las bombas de fusión. La subsiguiente explosión lo mató y destruyó nave de la reina que posteriormente fue asesinada por Jake Morrison, Dylan Dubrow-Hiller y otros pilotos.
- Datos: Q30914699